# Autostrada A10 (Chorwacja)
Autostrada A10 (chorw. Autocesta A10) – autostrada w Chorwacji. Jest ona ostatnią częścią drogi europejskiej E73, prowadzącą od granicy z Bośnią i Hercegowiną do autostrady A1 w okolicy miasta Ploče. A10 to najkrótsza autostrada w Chorwacji (8,8 km).
Budowa trasy została ukończona w grudniu 2013 roku.